# Thorgeir de Wetgever
Thorgeir Thorkelsson (IJslands: Þorgeir Þorkelsson) (geboren ca. 940), beter bekend onder zijn bijnaam Thorgeir de Wetgever, was een IJslandse wetspreker (lögsögumaður) in het Alding van 985 tot 1001. Hij was een heidense priester en stamhoofd (goði) van Ljósavatn, vandaar zijn volledige naam Thorgeir Ljósvetningagooi Thorkelsson.
In het jaar 999 of 1000 werd er in het Alding vergaderd over de vraag welke godsdienst zou moeten worden aangehouden: het Germaans heidendom of het christendom. Na overleg met de christen Halldur uit het Siða district, besliste Thorgeir na een etmaal zwijgende meditatie onder een bontdeken in het voordeel van het christendom. Heidenen mochten hun geloof nog steeds binnenshuis of in afzondering belijden. Na dit besluit werd Thorgeir zelf christen en wierp zijn heidense afgodsbeelden van een waterval, die nu bekendstaat als Goðafoss, Godenwaterval.
Thorgeirs verhaal is bewaard in hoofdstuk 7 van het Íslendingabók van Ari Þorgilsson.